# Intégrale impropre

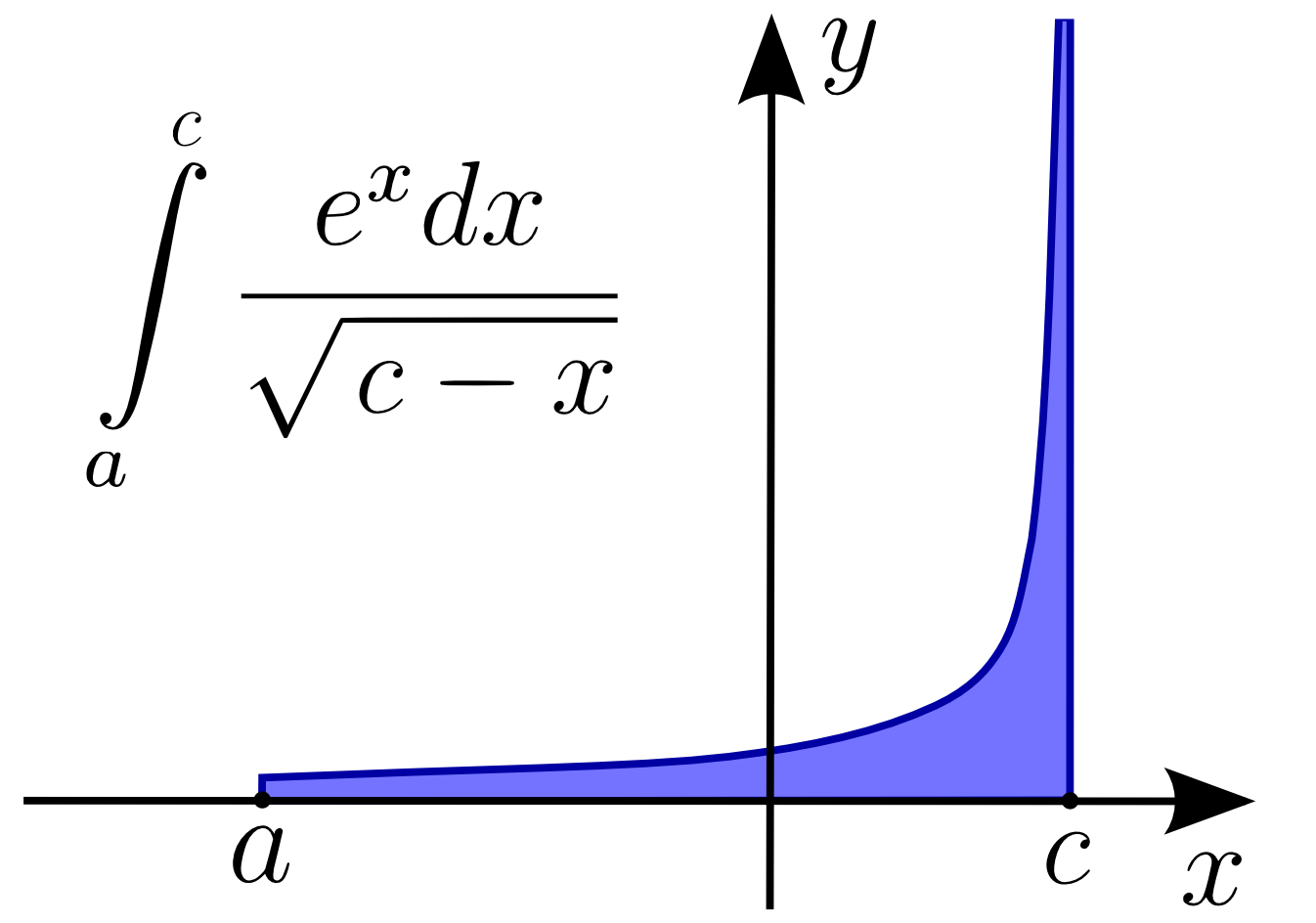
Une intégrale impropre

En mathématiques, l'intégrale impropre (ou intégrale généralisée) désigne une extension de l'intégrale usuelle, définie par une forme de passage à la limite dans des intégrales. On note en général les intégrales impropres sans les distinguer des véritables intégrales ou intégrales définies, ainsi : {\displaystyle \int _{0}^{+\infty }{\frac {\sin t}{t}}\,\mathrm {d} t} est un exemple classique d'intégrale impropre convergente, mais qui n'est pas définie au sens des théories de l'intégration usuelles (que ce soit l'intégration des fonctions continues par morceaux, l'intégrale de Riemann ou celle de Lebesgue ; une exception notable est la théorie de l'intégration de Kurzweil-Henstock).
Dans la pratique, on est amené à effectuer une étude de convergence d'intégrale impropre :
- lorsqu'on intègre jusqu'à une borne infinie ;
- lorsqu'on intègre jusqu'à une borne en laquelle la fonction n'admet pas de limite finie ;
- lorsqu'on englobe un point de non-définition dans l'intervalle d'intégration.

Dans chaque cas, on évaluera l'intégrale définie comme une fonction d'une des deux bornes, et on prendra la limite de la fonction obtenue lorsque l'argument tend vers la valeur de la borne.
L'intégrale impropre  partage un certain nombre de propriétés élémentaires avec l'intégrale définie. Elle ne permet pas d'écrire des résultats d'interversion limite-intégrale avec les théorèmes d'interversion de convergence uniforme. Par contre, il existe un théorème d'interversion limite-intégrale adapté aux intégrales impropres : c'est le théorème de convergence dominée.

## Définition

### Définition de la convergence d'une intégrale impropre
Soit {\displaystyle f:[a,b[\to \mathbb {R} } (où a est réel mais b peut être infini) une fonction continue ou, plus généralement, localement intégrable, c'est-à-dire intégrable sur tout compact de [a, b[. Si la limite
{\displaystyle \lim _{x\to b^{-}}\int _{a}^{x}f(t)\,\mathrm {d} t}
existe et est finie, on appelle cette limite intégrale impropre de f sur [a, b[.
De la même manière, soit {\displaystyle f:{]a,b]}\to \mathbb {R} } une fonction localement intégrable. Si la limite 
{\displaystyle \lim _{x\to a^{+}}\int _{x}^{b}f(t)\,\mathrm {d} t}
existe et est finie, on appelle cette limite intégrale impropre de f sur ]a, b].
Dans les deux cas, on peut noter cette limite
{\displaystyle \int _{a}^{b}f(t)\,\mathrm {d} t}, et l'on précise éventuellement si l'intégrale est impropre pour la borne a ou pour la borne b.
Si la limite existe et est finie, on dit que {\displaystyle \int _{a}^{b}f(t)\,{\rm {d}}t} converge ; sinon, on dit qu'elle diverge.
Remarques
- On peut généraliser facilement la définition à des fonctions qui sont définies seulement sur ]a, b[ (et localement intégrables). On dit alors que{\displaystyle \int _{a}^{b}f(t)\,\mathrm {d} t}converge lorsque pour un {\displaystyle c\in {]a,b[}} arbitraire, les intégrales{\displaystyle \int _{a}^{c}f(t)\,\mathrm {d} t{\text{ et }}\int _{c}^{b}f(t)\,\mathrm {d} t}convergent. D'après la relation de Chasles pour les intégrales, cette définition ne dépend pas du choix de c.
- Il existe une notation[réf. nécessaire] qui permet d'expliciter le caractère impropre de l'intégrale :{\displaystyle \lim _{x\to b^{-}}\int _{a}^{x}f(t)\,\mathrm {d} t}peut s'écrire{\displaystyle \int _{a}^{\to b}f(t)\,\mathrm {d} t.}
- Si f est en fait intégrable sur le segment [a, b], on obtient par ces définitions la même valeur que si l'on calculait l'intégrale définie de f.

### Définition de l'intégrabilité d'une fonction
Soit I = (a, b) un intervalle réel et {\displaystyle f:I\to \mathbb {R} } une fonction localement intégrable. On dit que f est intégrable sur I si
{\displaystyle \int _{a}^{b}|f(t)|\,\mathrm {d} t}
converge. On dit alors que l'intégrale de f sur I converge absolument.
Toute intégrale absolument convergente est convergente (cf. § « Majoration » ci-dessous). La réciproque est fausse. Une intégrale qui converge non absolument est dite semi-convergente.

## Techniques pour établir la convergence d'une intégrale impropre

### Cas des fonctions positives
Si f (localement intégrable sur [a, b[) est positive, alors, d'après le théorème de convergence monotone, son intégrale (impropre en b) converge si et seulement s'il existe un réel M tel que
et l'intégrale de f est alors la borne supérieure de toutes ces intégrales.

### Calcul explicite
On peut parfois montrer qu'une intégrale impropre converge, c'est-à-dire que la limite qui intervient dans la définition ci-dessus existe et est finie, en calculant explicitement cette limite après avoir effectué un calcul de primitive.
Exemple
L'intégrale {\displaystyle \int _{0}^{+\infty }{\rm {e}}^{-\lambda t}\,\mathrm {d} t} converge si et seulement si le réel λ est strictement positif.

### Critère de Cauchy
D'après le critère de Cauchy pour une fonction, une intégrale impropre en b
{\displaystyle \int _{a}^{b}f(t)\,\mathrm {d} t}
converge si et seulement si : {\displaystyle \forall \varepsilon >0\quad \exists c\in [a,b[\quad \forall x,y\in [c,b[\quad \left|\int _{x}^{y}f(t)\,\mathrm {d} t\right|\leq \varepsilon .}

### Majoration
D'après le critère de Cauchy ci-dessus, pour qu'une intégrale impropre
{\displaystyle \int _{a}^{b}f(t)\,\mathrm {d} t}
converge, il suffit qu'il existe une fonction g ≥ | f | dont l'intégrale
{\displaystyle \int _{a}^{b}g(t)\,\mathrm {d} t}
converge.

### Négligeabilité
On considère deux intégrales impropres en b,
{\displaystyle \int _{a}^{b}f(t)\,\mathrm {d} t{\text{ et }}\int _{a}^{b}g(t)\,\mathrm {d} t.}
Si, quand t → b, {\displaystyle f(t)=O(g(t))} (en particulier si {\displaystyle f(t)=o(g(t))}) et g est de signe constant, alors : si l'intégrale
{\displaystyle \int _{a}^{b}g(t)\,\mathrm {d} t}
est convergente, l'intégrale
{\displaystyle \int _{a}^{b}f(t)\,\mathrm {d} t}
l'est aussi (d'après le § « Majoration »).
Remarque
La condition « de signe constant » est indispensable. Par exemple :
{\displaystyle \int _{0}^{+\infty }{\frac {\sin t}{\sqrt {t}}}\,\mathrm {d} t}
converge, mais
{\displaystyle \int _{0}^{+\infty }{\frac {|\sin t|}{t}}\,\mathrm {d} t}
diverge, bien qu'en +∞,
{\displaystyle {\frac {|\sin t|}{t}}=o\left({\frac {\sin t}{\sqrt {t}}}\right).}
Remarque
On peut nuancer la condition de signe constant, en expliquant que la fonction doit être de signe constant au voisinage de b.
Ce résultat s'explique facilement par la décomposition de l'intégrale en utilisant la relation de Chasles puis en étudiant l'intégrale impropre résultante.

### Équivalence
Avec les mêmes notations qu'au paragraphe précédent, si f et g sont équivalentes au point b et de signe constant, alors leurs intégrales sont de même nature puisque f = O(g) et g = O(f).
Exemple
Puisque sin(s) – s est équivalent en 0+ à –s3/6 < 0,{\displaystyle \int _{1}^{+\infty }t^{\lambda }\left(\sin \left({\tfrac {1}{t}}\right)-{\tfrac {1}{t}}\right)\,\mathrm {d} t}converge si et seulement si λ < 2.
Remarque
La condition « de signe constant » est, là encore, indispensable (de même que dans le critère analogue pour les séries). Par exemple,
{\displaystyle {\frac {\sin t}{\sqrt {t}}}+{\frac {|\sin t|}{t}}{\text{ et }}{\frac {\sin t}{\sqrt {t}}}}
sont équivalentes en +∞ mais leurs intégrales ne sont pas de même nature, d'après la remarque du § précédent.

### Règle d'Abel
Une conséquence du critère de Cauchy ci-dessus est le théorème suivant (pour g localement intégrable sur [a, b[) :

Si f est décroissante et de limite nulle en b et si la fonction {\displaystyle x\mapsto \int _{a}^{x}g} est bornée, alors l'intégrale de fg sur [a, b[ converge.
Exemple
Pour tout réel λ > 0, l'intégrale {\displaystyle \int _{1}^{+\infty }{\frac {\exp(\mathrm {i} t)}{t^{\lambda }}}~\mathrm {d} t} converge.

## Autres propriétés

### Intégration par parties
L'intégration par parties est une technique, parmi d'autres, permettant de calculer une intégrale définie. Pour les intégrales impropres, cette technique peut être également utilisée. Mais il faut faire attention à la définition des « objets obtenus ». Si 
{\displaystyle \int _{a}^{b}f(t)g'(t)\,\mathrm {d} t}
existe, ce n'est pas forcément le cas pour 
{\displaystyle \left[f(t)g(t)\right]_{a}^{b}} ou pour {\displaystyle \int _{a}^{b}f'(t)g(t)\,\mathrm {d} t.}
Donc si l'on cherche à calculer par exemple l'intégrale 
{\displaystyle \int _{a}^{b}f(t)g'(t)\,\mathrm {d} t}
impropre en b, on peut écrire : 
{\displaystyle \int _{a}^{x}f(t)g'(t)\,\mathrm {d} t=\left[f(t)g(t)\right]_{a}^{x}-\int _{a}^{x}f'(t)g(t)\,\mathrm {d} t}
avec a ≤ x < b puis on effectue un passage à la limite en faisant x → b. On observe alors que si les termes 
{\displaystyle \left[f(t)g(t)\right]_{a}^{\to b}} et {\displaystyle \int _{a}^{\to b}f'(t)g(t)\,\mathrm {d} t}
sont définis, l'intégration par parties est possible.
Exemple
Pour tout complexe λ de partie réelle strictement positive, l'intégrale
{\displaystyle \int _{1}^{+\infty }{\frac {\exp(\mathrm {i} t)}{t^{\lambda }}}~\mathrm {d} t}
est égale à
{\displaystyle \left[{\frac {\exp(\mathrm {i} t)}{\mathrm {i} t^{\lambda }}}\right]_{1}^{+\infty }+\lambda \int _{1}^{+\infty }{\frac {\exp(\mathrm {i} t)}{\mathrm {i} t^{\lambda +1}}}~\mathrm {d} t=0-{\frac {\exp(\mathrm {i} )}{\mathrm {i} }}+\lambda \int _{1}^{+\infty }{\frac {\exp(\mathrm {i} t)}{\mathrm {i} t^{\lambda +1}}}~\mathrm {d} t},
ce qui prouve qu'elle converge.

### Linéarité
La linéarité des intégrales impropres est possible mais requiert la même condition que pour l'intégration par parties : les « objets obtenus » doivent être définis. Ainsi on peut écrire
{\displaystyle \int _{1}^{+\infty }\left({\frac {1}{t^{2}}}-{\rm {e}}^{-t}\right)\,\mathrm {d} t=\int _{1}^{+\infty }{\frac {1}{t^{2}}}\,\mathrm {d} t-\int _{1}^{+\infty }{\rm {e}}^{-t}\,\mathrm {d} t}
car les intégrales 
{\displaystyle \int _{1}^{+\infty }{\frac {1}{t^{2}}}\,\mathrm {d} t{\text{ et }}\int _{1}^{+\infty }{\rm {e}}^{-t}\,\mathrm {d} t}
sont convergentes.
Mais par contre, l'intégrale 
{\displaystyle \int _{1}^{+\infty }\left(\sin \left({\tfrac {1}{t}}\right)-{\tfrac {1}{t}}\right)\,\mathrm {d} t}
(convergente) ne peut être scindée car les intégrales 
{\displaystyle \int _{1}^{+\infty }\sin \left({\frac {1}{t}}\right)\,\mathrm {d} t{\text{ et }}\int _{1}^{+\infty }{\frac {1}{t}}\,\mathrm {d} t}
sont divergentes.

## Exemples classiques

### Exemples de Riemann
Pour tout x > 0, l'intégrale
{\displaystyle \int _{x}^{+\infty }{\frac {1}{t^{a}}}\,\mathrm {d} t}
converge si et seulement si a > 1. Dans ce cas : {\displaystyle \int _{x}^{+\infty }{\frac {1}{t^{a}}}\,\mathrm {d} t={\frac {x^{1-a}}{a-1}}}.
Pour x > 0, l'intégrale
{\displaystyle \int _{0}^{x}{\frac {1}{s^{c}}}\,\mathrm {d} s}
(impropre en 0 si c > 0) converge si et seulement si c < 1.
Dans ce cas : {\displaystyle \int _{0}^{x}{\frac {1}{s^{c}}}\,\mathrm {d} s={\frac {x^{1-c}}{1-c}}}.

### Intégrales de Bertrand
Plus généralement :
- l'intégrale{\displaystyle \int _{\rm {e}}^{+\infty }{\frac {1}{t^{\alpha }\ln ^{\beta }t}}\,\mathrm {d} t}converge si et seulement si α > 1 ou (α = 1 et β > 1) ;
- l'intégrale{\displaystyle \int _{0}^{1/{\rm {e}}}{\frac {1}{s^{\gamma }|\ln(s)|^{\beta }}}\,\mathrm {d} s}converge si et seulement si γ < 1 ou (γ = 1 et β > 1)[6].

### Intégrale de Dirichlet
L'intégrale
{\displaystyle \int _{0}^{+\infty }{\frac {\sin t}{t}}\,\mathrm {d} t}
est semi-convergente et vaut {\displaystyle {\frac {\pi }{2}}}.

### Intégrale en log-sinus
Les intégrales
{\displaystyle \int _{0}^{\frac {\pi }{2}}\ln(\sin t)\,\mathrm {d} t,\quad \int _{0}^{\frac {\pi }{2}}\ln(\sin t)^{2}\,\mathrm {d} t}
sont impropres. L'égalité {\displaystyle \int _{0}^{\frac {\pi }{2}}\ln(\sin t)\,\mathrm {d} t=-{\frac {\pi }{2}}\ln 2}, connue sous le nom d'intégrale d'Euler, est un exemple classique de calcul d'une intégrale imrpore dont on ne peut pas donner une forme fermée de la primitive.